# Stephan von Hälsingland
Stephan von Hälsingland († 2. Juni 1072 in Schweden) war erster Bischof von Hälsingland.

## Leben
Stephan von Hälsingland (auch Stenphi, Stenfinn, Staffan, Symon, Simon) war um 1060 zunächst Benediktinermönch in Corvey.
Später wurde er vom Hamburger Erzbischof Adalbert von Bremen zum Missionsbischof für die Scritfinnen in Hälsingland ordiniert und führte als Bischof den Namen Symon. Nach Adam von Bremen war er recht erfolgreich als Missionar, denn er „gewann auch viele aus jenen Völkern durch seine Predigt.“
Nach einer späteren Überlieferung soll er im Wald Ödmorden als Märtyrer umgekommen sein. Stephan von Hälsingland wird als Heiliger verehrt; doch wurde sein Kult kirchlicherseits niemals bestätigt.